# Robert M. Lively
Robert Maclin Lively (ur. 6 stycznia 1855 w Fayetteville, zm. 15 stycznia 1929 w Canton) – amerykański polityk, członek Partii Demokratycznej.

## Działalność polityczna
W okresie od 23 lipca 1910 do 3 marca 1911 był przedstawicielem 3. okręgu wyborczego w stanie Teksas w Izbie Reprezentantów Stanów Zjednoczonych.